# 埃披司特洛波斯 (希臘神話)
在希臘神話裡，埃披司特洛波斯（Epistrophus） 可能代表：
- 埃披司特洛波斯，伊菲图斯之儿子，生母可能是希波吕特或Thrasybule [1] ，Schedius之兄弟。他是海伦的追求者之一。 [2]在特洛伊战争中，他与他的兄弟屬於亚该亚人一方的人，率领福基亚人以及指挥四十艘船。 [3] [4] 在那場戰爭中，埃披司特洛波斯被赫克托尔杀死。兄弟俩的殘骸被运回安提西拉埋葬。 [5]   相傳他们的墓碑在罗马时代還存在。
- 埃披司特洛波斯，特洛伊人的盟友， Halizones的领袖。 [6]
- 埃披司特洛波斯，Euenus之子， Selepius之孙， Mynes之兄弟；Epistrophus和Mynes在阿喀琉斯入侵莱尔内苏斯时被阿喀琉斯杀死。 [7]